# NGC 3030
NGC 3030 је елиптична галаксија у сазвежђу Хидра која се налази на NGC листи објеката дубоког неба.
Деклинација објекта је - 12° 13' 33" а ректасцензија 9h 50m 10,5s. Привидна величина (магнитуда) објекта NGC 3030 износи 13,3 а фотографска магнитуда 14,3. NGC 3030 је још познат и под ознакама MCG -2-25-21, NPM1G -11.0251, PGC 28302.